# جان جویس (سیاستمدار آمریکایی)
جان پاتریک جویس (زاده ۸ فوریه ۱۹۵۷) متخصص پوست و سیاستمدار آمریکایی از کشورهای مشترک المنافع پنسیلوانیا است. او نماینده ایالات متحده در حوزه انتخابیه سیزدهم پنسیلوانیا  است که از سال ۲۰۱۹ خدمت می‌کند. او یکی از اعضای حزب جمهوری‌خواه است.
جویس در آلتونا، پنسیلوانیا به دنیا آمد و بزرگ شد. او از دانشگاه ایالتی پنسیلوانیا با مدرک لیسانس و دانشکده پزشکی دانشگاه تمپل با مدرک دکترای پزشکی فارغ‌التحصیل شد. او دوره رزیدنتی پزشکی خود را در رشته داخلی و پوست در بیمارستان جانز هاپکینز به پایان رساند. جویس کاتولیک رومی است.